# Charles City (Iowa)
Charles City es una ciudad situada en el condado de Floyd, en el estado de Iowa, Estados Unidos. Según el censo de 2010 tenía una población de 7.652 habitantes.

## Geografía
Según la Oficina del Censo de los Estados Unidos, la localidad tiene un área total de 16,32 km², de los cuales 16,1 km² corresponden a tierra firme y el restante 0,22 km² a agua, que representa el 1,35% de la superficie total de la localidad.

## Demografía
Según el censo de 2010, había 7652 personas residiendo en la localidad. La densidad de población era de 468,87 hab./km². Había 3761 viviendas con una densidad media de 230,45 viviendas/km². El 92,67% de los habitantes eran blancos, el 2,5% afroamericanos, el 0,16% amerindios, el 2,55% asiáticos, el 0,05% isleños del Pacífico, el 0,99% de otras razas, y el 1,08% pertenecía a dos o más razas. El 2,63% de la población eran hispanos o latinos de cualquier raza.